# Duthiella japonica
Duthiella japonica är en bladmossart som beskrevs av Brotherus in Cardot 1911. Duthiella japonica ingår i släktet Duthiella och familjen Leskeaceae. Inga underarter finns listade i Catalogue of Life.